# Andries Boelens

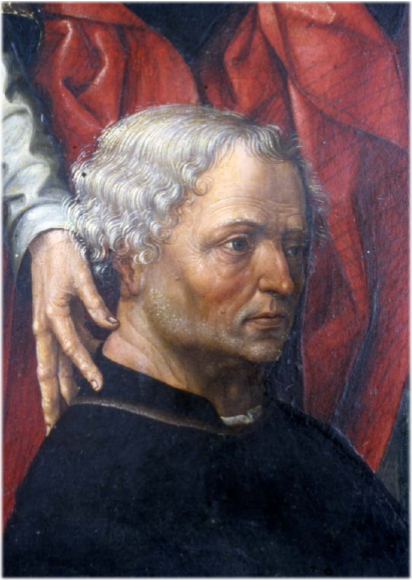
Andries Boelens auf dem Gemälde De geboorte van Christus met de aanbidding der herders von Jacob Cornelisz. van Oostsanen aus dem Jahr 1512, Neapel, Museo Nazionale di Capodimonte.

Andries Boelens (auch: Boelenz, Boelensz., Andries Boel Dircksz. oder Andries Boelen Dircksz genannt; * 3. September 1455 in Amsterdam; † 20. November 1519 ebenda) war von 1496 bis 1517 Bürgermeister und Regent von Amsterdam. Er war außerdem das bedeutendste Mitglied der Boelens Loen und galt als Begründer der Oligarchie der sogenannten Boelen-Heijnen-Sippe.

## Einleitung
Die Stadt Amsterdam hatte damals vier gleichzeitig amtierende Bürgermeister, die jeweils für ein Jahr gewählt wurden. Boelens bekleidete das Amt in den Jahren 1496–1497, 1499, 1501–1502, 1504–1505, 1507–1510, 1512, 1514–1515 und 1517. Im Jahr 1500 und im Jahr 1503 war er Thesaurier ordinaris (Schatzmeister) der Stadt.
Die vielen Amtsperioden von Andries Boelens deuten auf die Herausbildung einer Regierungselite in Amsterdam zu Beginn der Neuzeit hin, als die Ämter zunehmend den Mitgliedern weniger Familien vorbehalten waren. Die lange Amtsperiode von Andries Boelens in den Jahren 1507 bis 1510 kam dadurch zustande, dass er 1509 als Nachfolger des im Amt verstorbenen Dirck Heymensz Ruysch gewählt wurde. Eine ununterbrochene Regierungszeit von mehr als zwei Jahren wäre nicht erlaubt gewesen.

## Leben

### Herkunft

Familienwappen der Boelens

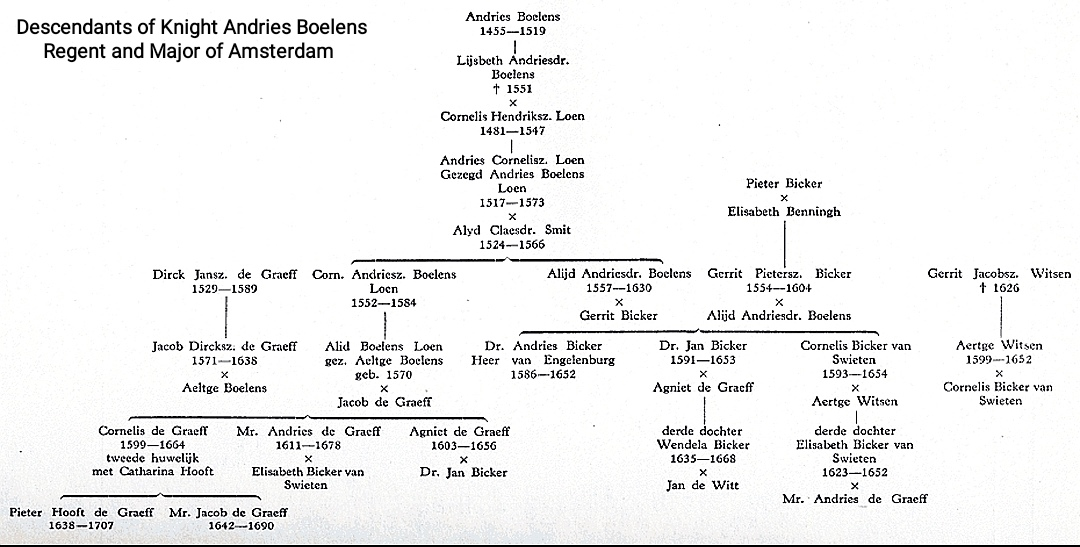
Übersicht über die Abstammungen von Andries Boelens sowie die maßgeblichen Familienbeziehungen der Amsterdamer Oligarchie um die Geschlechter Boelens Loen, De Graeff, Bicker (van Swieten), Witsen sowie Johan de Witt im Goldenen Zeitalter.

Die Familie Boelens war eine der ältesten patrizischen Geschlechter Amsterdams, die maßgeblich für das Zustandekommen einer städtischen Oligarchie verantwortlich war. Andries Boelens war der Sohn von Boel Dirck Boelens, der ab 1470 Bürgermeister von Amsterdam war und 1483 dort verstarb, und Lijsbeth (Elisabeth) Allertsdr, verstorben am 1. September 1482. Andries’ Großvater Dirck Boelens war drei Mal Bürgermeister von Amsterdam, in den Jahren 1447, 1453 und 1457. Bei seinem Tod hinterließ er seiner Familie große Ländereien in der Umgebung von Amsterdam, drei Häuser in der Stadt und eine bedeutende Summe Geldes.

### Politik mittels Oligarchie
1484 wurde Andries in den Rat der Stadt berufen. 1496, nachdem er das 40. Lebensjahr überschritten hatte, wurde er das erste Mal Bürgermeister. 40 Lebensjahre waren damals das Mindestalter, um das Amt eines Bürgermeisters von Amsterdam bekleiden zu dürfen.
Andries Boelens heiratete Maria Jansdr Beth, Tochter des langjährigen Bürgermeisters Jan Jansz Beth. Mit ihr hatte er elf Kinder, von denen drei schon im Kindheitsalter verstarben. Seine Tochter Geertruyd heiratete Jan Martsz Merens (* 1480). Seine Tochter Lijsbeth war die Frau von Cornelis Hendricksz Loen (1481–1547), der zwischen 1529 und 1533 drei Mal Bürgermeister von Amsterdam war. Dieses Paar begründete die Linie Boelens Loen, aus der mehrere Bürgermeister der Stadt hervorgingen und die mit den Familien Bicker und De Graeff verschwägert war. So ergab sich im 16. Jahrhundert ein dichtes Geflecht miteinander verwandter vornehmer Familien in Amsterdam, die Macht und Ämter unter sich aufteilten. Die regierungsfähigen Mitglieder solcher Familien, die sich um das Bürgermeisteramt und andere wichtige Ämter innerhalb der Stadt bewarben, wurden Regenten genannt.
Als Andries im Jahr 1519 starb, hinterließ er seinem Sohn Albert Andriesz Boelens († 1551), zwischen 1520 und 1537 neun Mal Bürgermeister von Amsterdam, ein Vermögen von 14.355 Gulden, Ländereien, Schiffe und ein Haus in Amsterdam. Am 29. Juni 1525 verstarb auch Andries Boelens Frau Maria in Amsterdam.

### Erbe
Die bedeutenden Amsterdamer Bürgermeister des Niederländischen Goldenen Zeitalters, Cornelis (1599–1664) und Andries de Graeff (1611–1678) und ihre Cousins Andries (1586–1652) und Cornelis Bicker (1592–1654), sahen sich als politische Erben der alten Regentenfamilie Boelens, deren katholisch gebliebene Hauptlinie 1647 in männlicher Linie ausgestorben war, und trugen die bedeutsamen Vornamen „Andries“ und „Cornelis“ von ihren Boelens-Vorfahren. Wie in einer echten Dynastie heirateten im 17. Jahrhundert häufig Mitglieder innerhalb der Familien De Graeff und Bicker, um ihr politisches und wirtschaftliches Kapital zusammenzuhalten. Deren großer historischer Vorfahre war Andries Boelens, der einflussreichste mittelalterliche Bürgermeister der Stadt. Fünfzehnmal durfte er das höchste Amt in Amsterdam bekleiden. Beide Familien, Bicker und De Graeff, stammen in der weiblicher Linie  der Boelens Loen von Andries Boelens ab.

### Nachruf
Der Dichter Joost van den Vondel schrieb im frühen 17. Jahrhundert, dem Goldenen Zeitalter der Niederlande, Gedichte über die Regenten Amsterdams und deren Vorfahren. Besonderen Respekt zollte er Andries Boelens, den er meist Ridder Boelens nannte, da dieser angeblich von Kaiser Maximilian I. zum Ritter geschlagen worden war. Tatsache ist, dass der Kaiser der Stadt Amsterdam in der Amtszeit von Andries Boelens das Recht verlieh, die kaiserliche Krone über dem Wappen der Stadt hinzuzufügen. Van den Vondel schrieb darüber:
Indien men uwen gryzen stam,

Ter heerschappij des lants geschapen,

En die ’s lants vryburg Amsterdam

Gekroont heeft met de kroon van ’t wapen,

Den lauwer schonk, die niet verdort,

Noch schoot de dankbaarheid te kort.

Had Andries niet Stadts eer bewaert,

En ’s Keizers glori trouw verdadight,

August had met zijn edel swaert

Den Ridder spader begenadight,

Wiens miltheit Oostenryck behaegt

Daer Amstels schilt de kroon afdraagt.

## Information
Die Daten zu diesem Artikel wurden aus der seit 2006 bestehenden Graeff Forschung von Matthias Laurenz Gräff übernommen.